# Vol Aeroflot 418
Le 1er juin 1976, un Tupolev Tu-154A effectuant le vol Aeroflot 418, un vol international régulier, qui assuré la liaison Luanda-Malabo-N'Djamena-Tripoli-Moscou, s'est écrasé contre une montagne près de l'aéroport de Malabo, sur l'île de Bioko, en Guinée équatoriale, causant la morts des 46 occupants de l'appareil.

## Accident
Le vol 418 est en vol de croisière entre l'aéroport international Quatro de Fevereiro et l'aéroport de Malabo, lorsqu'il a heurté le flanc d'une montagne, à une altitude de 750 m (2 460 pieds), située à 50 km au sud de l'aéroport de Malabo. Les 42 passagers et 4 membres d'équipage ont tous péri dans l'accident.

## Enquête
La cause exacte de l'accident n'a pas pu être déterminée, mais les enquêteurs ont soupçonné qu'un éventuel dysfonctionnement du système radar de l'avion a pu conduire l'équipage à ignorer sa position par rapport à l'aéroport.